# Владимир Конкин
Владимир Конкин (на руски: Владимир Алексеевич Конкин) е съветски и руски телевизионен и кино актьор, заслужил артист на Украйна (1974 година), заслужил артист на Русия (2010), лауреат на наградата на името на Ленинския Комсомол (1974 г.) и на други престижни награди.
Известен е преди всичко с филмите си „Как се каляваше стоманата“, „Романс за влюбените“ и особено с ролята си на Владимир Шарапов в култовия сериал на Станислав Говорухин „Мястото на срещата да не се променя“, където си партнира с Владимир Висоцки. Работи и като озвучител на чуждестранни и мултипликационни филми. От 1980 година се занимава и с писателска дейност.